# Chiretolpis
Chiretolpis is een geslacht van vlinders van de familie spinneruilen (Erebidae), uit de onderfamilie Arctiinae.

## Soorten
- C. atrifulva Hampson, 1900
- C. bicolorata Pagenstecher, 1900
- C. elongata Rothschild & Jordan, 1901
- C. erubescens Hampson, 1891
- C. melanoxantha Hampson, 1911
- C. ochracea Rothschild & Jordan, 1901
- C. postdivisa Rothschild, 1916
- C. rhodia Rothschild & Jordan, 1901
- C. signata Rothschild & Jordan, 1901
- C. sinapis Rothschild, 1913
- C. unicolor Rothschild & Jordan, 1901
- C. woodlarkiana Rothschild & Jordan, 1901
- C. xanthomelas Hampson, 1900
- C. xanthopera Hampson, 1907
- C. zebrina Hampson, 1914